# Ben Murphy
Benjamin Edward "Ben" Murphy, född 6 mars 1942 i Jonesboro, Arkansas, är en amerikansk skådespelare.

## Roller i urval
- 1967 – Mandomsprovet (ej krediterad)
- 1968 – Vi ses under sängen
- 1971–1973 – Alias Smith & Jones (TV-serie) (50 avsnitt)
- 1973–1974 – Griff (TV-serie) (12 avsnitt)
- 1979–1983 – Fantasy Island (TV-serie) (2 avsnitt)
- 1979–1984 – Kärlek ombord (TV-serie) (5 avsnitt)
- 1983 – Matt Houston (TV-serie) (1 avsnitt)
- 1983 – Krigets vindar (miniserie)
- 1985 – Mord och inga visor (TV-serie) (1 avsnitt)
- 1993–1995 – Doktor Quinn (TV-serie) (3 avsnitt)
- 1996 – Baywatch Nights (TV-serie) (1 avsnitt)
- 1997–2004 – På heder och samvete (TV-serie) (3 avsnitt)
- 1999 – Pacific Blue (TV-serie) (1 avsnitt)
- 2001 – The District (TV-serie) (1 avsnitt)
- 2003 – NCIS (TV-serie) (1 avsnitt)
- 2003 – The Drew Carey Show (TV-serie) (1 avsnitt)
- 2004 – Vem dömer Amy? (TV-serie) (1 avsnitt)
- 2006 – Cold Case (TV-serie) (1 avsnitt)